# Unione Sportiva Anconitana 1959-1960
Questa pagina raccoglie le informazioni riguardanti l'Unione Sportiva Anconitananelle competizioni ufficiali della stagione 1959-1960.

## Rosa
| N. |                   | Ruolo | Calciatore        |
| -- | ----------------- | ----- | ----------------- |
|    | Italia (bandiera) | C     | Romano Bertetto   |
|    | Italia (bandiera) | C     | Antonio Bettoni   |
|    | Italia (bandiera) | C     | Paolo Bevilacqua  |
|    | Italia (bandiera) | A     | Brunello Cocciuti |
|    | Italia (bandiera) | A     | Antonio Durelli   |
|    | Italia (bandiera) | A     | Roberto Faccani   |
|    | Italia (bandiera) | A     | Alfredo Genovesio |
|    | Italia (bandiera) |       | Giacomucci        |
|    | Italia (bandiera) |       | Giampaoli         |
|    | Italia (bandiera) |       | Leonardi          |
|    | Italia (bandiera) | C     | Natale Miserocchi |

| N. |                   | Ruolo | Calciatore        |
| -- | ----------------- | ----- | ----------------- |
|    | Italia (bandiera) | D     | Carlo Natali      |
|    | Italia (bandiera) | C     | Ivanoe Nolli      |
|    | Italia (bandiera) | D     | Luciano Pirazzini |
|    | Italia (bandiera) |       | Pizzini           |
|    | Italia (bandiera) | D     | Gabriele Rambotti |
|    | Italia (bandiera) | P     | Carlo Romagnoli   |
|    | Italia (bandiera) |       | Sanzani           |
|    | Italia (bandiera) | C     | Sauro Serrani     |
|    | Italia (bandiera) | C     | Renato Spurio     |
|    | Italia (bandiera) | D     | Rino Tonegutti    |
|    | Italia (bandiera) | P     | Adriano Vicini    |